# Михаило Гавриловић
Михаило Гавриловић (Алексинац, 1868 — Лондон, 1924) био је српски историчар, државник и дипломата.

## Биографија
Гимназију је завршио у Књажевцу и Нишу а историјско-филолошки одсек на Филозофском факултету у Београду (1887-91). Био је државни питомац на École Pratique des Hautes Études у Паризу (1893-99) где је докторирао.
Радио је као наставник учитељске школе у Нишу 1891 и професор гимназије у Нишу од 1892. Гавриловић је био управник државног архива у Београду од 1900—1910. Био је дипломатски представник Србије и Југославије у више држава: опуномоћени посланик Србије на Цетињу од 1910, посланик Србије у Ватикану од 1914, посланик Србије у Петрограду од 1917, посланик Краљевине СХС у Лондону од 1919 до 1924.. Био је заступник (в.д.) министра иностраних дела (Пашића) од 10. марта 1918. до 3. новембра 1918.
Објавио велики број радова из историје Србије у XIX веку, посебно о личности Милоша Обреновића, српско-француским и српско-енглеским односима.
Умро је у Лондону 1. новембра 1924, сахрањен у Београду 12. новембра.

## Галерија
- Гавриловић предавач Учитељске школе у Нишу 1891.
- Гавриловић са особљем Државне архиве.
- Са Албаном Јангом енглеским послаником 1919.